# سفر جاده‌ای: بی‌یرپنگ
سفرجاده‌ای۲: بی‌یرپُنگ (به انگلیسی: Road Trip: Beer Pong) یک فیلم جاده‌ای کمدی آمریکایی محصول سال ۲۰۰۹ به کارگردانی استیو رش که دنباله‌ای بر فیلم سفر جاده‌ای (۲۰۰۰) محسوب می‌شود.

## معنی بی‌یرپُنگ
آبجوپُنگ یا بی‌یرپُنگ که با نام بیروت هم شناخته می‌شود، یک گونه از بازی‌های آشامیدنی است که در آن بازیکنان تلاش می‌کنند توپ‌های پینگ‌پنگ را از روی میز به گونه‌ای پرتاب کنند که در یکی از لیوان‌های آبجو در آن سوی میز فرود آید.